# Chris Liebing

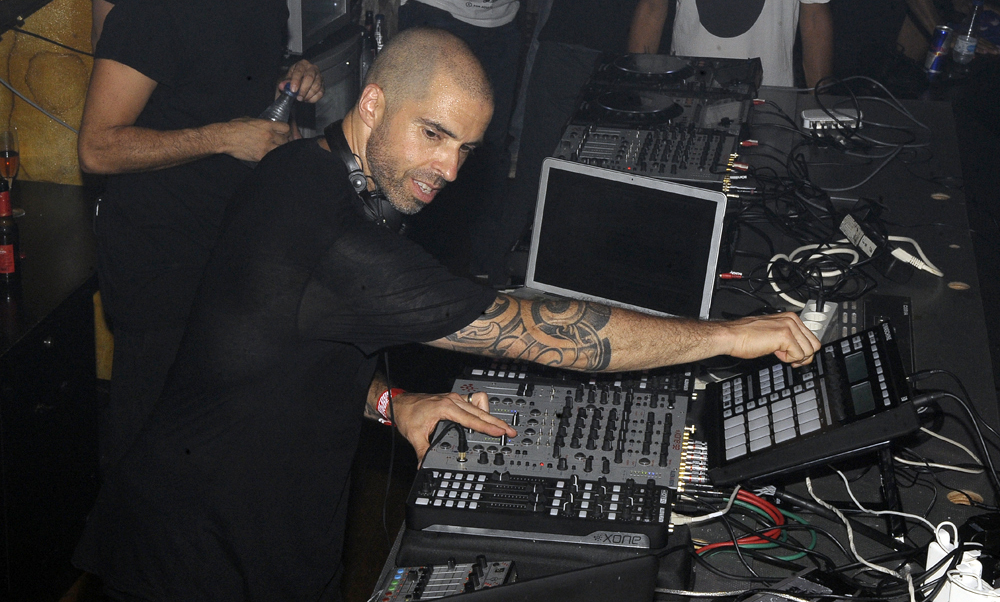
Chris Liebing im Amnesia auf Ibiza, 2012

Christoph Liebing (* 11. Dezember 1968 in Gießen) ist ein deutscher Techno-DJ, Produzent, Label-Betreiber und Radiomoderator. Er prägte maßgeblich den Szene-Begriff Schranz.

## Leben
Liebing spielte auf Dance-Veranstaltungen wie der Loveparade, Mayday, Nature One, Rave On Snow und Time Warp. 1996 gründete er das deutsche Technolabel Fine Audio Recordings, auf welchem mehrere seiner Produktionen sowie sein Debütalbum Early Works aus dem Jahre 2002 erschienen sind. Bis 1998 spielte er regelmäßig in der Diskothek Omen in Frankfurt am Main. Im Juni 2003 erschien sein zweites Album Evolution auf seinem Label CLR.
Im Frankfurter Club U60311 veranstaltete Liebing eine eigene Partyreihe mit dem Namen Es ist Freitag Aaaaabend. In dem ehemaligen Club Stammheim Kassel war er Resident-DJ. Zusammen mit Pauli Steinbach moderierte er von August 2000 bis 2003 die Sendung Pitchcontrol auf dem Radiosender Hr XXL.
Ende 2001 war Chris Liebing bei den German Dance Awards in vier Kategorien nominiert und gewann den Award jeweils für „Bester Produzent“ und „Beste DJ Mix Compilation“. Bei den deutschen Dance Awards 2003 wurde er mit dem Titel bester nationaler DJ ausgezeichnet.
Zusammen mit Speedy J produzieren sie unter dem Namen Collabs verschiedene Technostücke. Beide treten regelmäßig gemeinsam auf.
Am 23. Oktober 2010 stand Liebing als Kandidat bei der Spielshow Schlag den Raab zur Auswahl, kam aber nicht über die sogenannte „Vorstellungsrunde“ hinaus.
2015 erklärte Liebing in einem Interview, dass er sich vegan ernährt.

## Diskografie (Auswahl)
Mix-Kompilationen
- Audio Compilation Vol. 2 (CD) Fine Audio Recordings 1999
- U60311 Compilation Techno Division Vol. 1 (2xCD) V2 Records, Inc. 2001
- U60311 Compilation Techno Division Vol. 4 (2xCD) V2 Records, Inc. 2004
- Live in Beograd  (2xCD) – 2005
- Live @ Womb – Tokyo  (CD) – 2006
- Chris Liebing Presents Spinclub Ibiza – Season 2 – The Complete Collection (2xCD + DVD) Spinclub Recordings 2008
- 10 Years CLR – 10 exclusive tracks in the mix CLR  (CD) – 2010
- Live At Nature One 2008 (CD, Comp, Mixed) CLR

Alben
- 2002: Early Works (CD)
- 2003: Evolution (CD / 3xLP)
- 2018: Burn Slow (CD / 2xLP, mit Ralf Hildenbeutel)
- 2021: Another Day (CD / 2xLP, mit Ralf Hildenbeutel)

## Auszeichnungen
- Dance Music Award
  - 2001: in der Kategorie „Bester Produzent“
  - 2001: in der Kategorie „Beste Compilation“ (U60311 – Techno Division Vol. 1)
  - 2003: in der Kategorie „Bester DJ National“